# Tournoi de transition du championnat du Chili de football 2013
Navigation
Tournoi précédent Tournoi suivant
Le tournoi de transition de la saison 2013 du Championnat du Chili de football est un tournoi intercalé du championnat de première division au Chili. En effet, la fédération décide de modifier le calendrier des tournois saisonniers, en faisant démarrer le tournoi Ouverture en milieu d'année civile. Pour parvenir à rendre effectif ce changement, un tournoi de transition est organisé, sur une durée de six mois.
Le tournoi voit les dix-huit équipes engagées affronter une seule fois toutes les autres. Le vainqueur de la compétition se qualifie pour la Copa Libertadores 2014, les 2e et 3e obtiennent leur billet pour l'édition 2013 de la Copa Sudamericana, tout comme le club vainqueur de la Copa Chile.
C'est le club de l'Unión Española qui remporte le tournoi après avoir terminé en tête du classement final, ne devançant le CD Universidad Católica que grâce à une meilleure différence de buts. Le CD Cobreloa complète le podium, à quatre points du duo de tête. C'est le septième titre de champion de Chili de l'histoire du club, le premier depuis huit ans et son succès lors du tournoi Apertura 2005.

## Les clubs participants
| - Colo Colo - CD Universidad Católica - CF Universidad de Chile - Municipal Iquique - Union La Calera - Club de Deportes Cobreloa - Club Deportivo Huachipato - Club Deportivo O'Higgins - Club de Deportes Antofagasta | - Deportivo Ñublense - Promu de D2 - Club de Deportes Cobresal - Unión Española - Audax Italiano - CD San Marcos - Promu de D2 - Club Deportivo Palestino - CSD Rangers - Everton de Viña del Mar - Promu de D2 - Santiago Wanderers |

## Compétition
Le barème utilisé pour établir le classement est le suivant :
- Victoire : 3 points
- Match nul : 1 point
- Défaite : 0 point

### Première phase

#### Classement
| Rang | Équipe                       | Pts | J  | G  | N | P  | Bp | Bc | Diff |
| ---- | ---------------------------- | --- | -- | -- | - | -- | -- | -- | ---- |
| 1    | Unión Española               | 38  | 17 | 12 | 2 | 3  | 32 | 12 | +20  |
| 2    | CD Universidad Católica      | 38  | 17 | 12 | 2 | 3  | 36 | 19 | +17  |
| 3    | Club de Deportes Cobreloa    | 34  | 17 | 9  | 7 | 1  | 33 | 18 | +15  |
| 4    | Club Deportivo O'Higgins     | 31  | 17 | 9  | 4 | 4  | 28 | 19 | +9   |
| 5    | Universidad de ChileC        | 30  | 17 | 9  | 3 | 5  | 37 | 29 | +8   |
| 6    | Everton de Viña del Mar      | 27  | 17 | 8  | 3 | 6  | 25 | 24 | +1   |
| 7    | Unión La Calera              | 26  | 17 | 8  | 2 | 7  | 25 | 26 | -1   |
| 8    | CSD Rangers                  | 24  | 17 | 6  | 6 | 5  | 25 | 22 | +3   |
| 9    | Santiago Wanderers           | 23  | 17 | 7  | 2 | 8  | 22 | 28 | -6   |
| 10   | Colo-Colo                    | 21  | 17 | 6  | 3 | 8  | 26 | 27 | -1   |
| 11   | Club Deportivo Palestino     | 20  | 17 | 5  | 5 | 7  | 20 | 23 | -3   |
| 12   | Deportivo Ñublense           | 20  | 17 | 5  | 5 | 7  | 20 | 26 | -6   |
| 13   | Club de Deportes Antofagasta | 19  | 17 | 5  | 4 | 8  | 31 | 34 | -3   |
| 14   | Audax Italiano               | 19  | 17 | 5  | 4 | 8  | 24 | 29 | -5   |
| 15   | Club Deportivo Huachipato    | 19  | 17 | 5  | 4 | 8  | 24 | 31 | -7   |
| 16   | Municipal Iquique            | 13  | 17 | 3  | 4 | 10 | 14 | 25 | -11  |
| 17   | CD San Marcos                | 12  | 17 | 2  | 6 | 9  | 19 | 34 | -15  |
| 18   | Club de Deportes Cobresal    | 11  | 17 | 3  | 2 | 12 | 22 | 37 | -15  |

|  | Qualification pour la Copa Libertadores 2014                       |
|  | Qualification pour la Copa Sudamericana 2013                       |
|  | T : Tenant du titre C : Vainqueur de la Copa Chile P : Promu de D2 |

#### Matchs
| Résultats (▼dom., ►ext.)     | ANT | AUD | CLA | CSL | COL | EVE | IQU | HUA | ÑUB | O'HI | PAL | RAN | SAW | UNI | ULC | SMA | UCA | UCH |
| Club de Deportes Antofagasta |     | 1-0 | 0-0 |     |     | 1-2 |     | 3-3 |     | 1-3  | 1-2 |     | 3-1 |     |     |     |     | 4-2 |
| Audax Italiano               |     |     |     | 3-2 | 3-1 | 1-3 | 3-1 | 0-1 |     |      | 1-0 |     | 1-1 |     |     |     | 1-2 |     |
| Club de Deportes Cobreloa    |     | 1-1 |     |     | 5-2 |     | 4-1 | 3-3 | 0-2 |      | 1-0 |     | 2-1 | 2-0 |     |     | 4-2 |     |
| Club de Deportes Cobresal    | 3-2 |     | 1-4 |     |     | 0-1 |     |     |     |      |     | 2-2 |     | 1-2 | 1-2 | 2-1 | 1-2 | 1-3 |
| Colo-Colo                    | 3-3 |     |     | 2-0 |     | 3-0 |     | 2-2 | 1-1 | 1-2  |     |     |     | 1-0 |     | 2-0 | 0-1 |     |
| Everton de Viña del Mar      |     |     | 0-1 |     |     |     | 2-1 | 3-0 |     | 2-0  |     | 2-1 |     | 3-0 |     | 2-3 |     | 1-1 |
| Municipal Iquique            | 1-1 |     |     | 3-0 | 2-1 |     |     |     | 0-1 | 2-1  | 0-0 | 0-2 |     | 0-2 |     |     |     |     |
| Club Deportivo Huachipato    |     |     |     | 0-2 |     |     | 2-1 |     |     | 0-2  | 0-2 |     | 0-0 | 3-1 | 0-1 |     | 1-2 | 3-4 |
| Deportivo Ñublense           | 0-2 | 2-4 |     | 2-1 |     | 1-1 |     | 0-3 |     | 1-1  |     |     |     |     |     | 0-2 | 1-3 | 1-3 |
| Club Deportivo O'Higgins     |     | 3-1 | 1-1 | 2-2 |     |     |     |     |     |      | 3-2 |     | 2-1 | 2-0 |     | 0-1 | 0-1 | 2-2 |
| Club Deportivo Palestino     |     |     |     | 3-2 | 1-2 | 2-1 |     |     | 0-1 |      |     | 2-2 | 2-2 |     | 1-2 | 1-0 |     |     |
| CSD Rangers                  | 4-1 | 1-1 | 2-2 |     | 1-0 |     |     | 5-2 | 0-0 | 1-2  |     |     |     | 0-0 |     |     | 0-3 |     |
| CD San Marcos                |     |     |     | 3-1 | 2-3 | 2-2 | 1-1 |     | 0-4 |      |     | 1-0 |     |     | 0-1 | 1-1 | 1-2 |     |
| Santiago Wanderers           | 1-4 | 2-1 |     |     |     |     |     |     | 3-1 |      | 0-0 |     | 3-1 |     | 0-2 | 3-4 |     |     |
| Unión Española               | 3-1 | 4-0 | 0-0 |     | 1-0 | 5-0 | 1-0 |     | 2-2 | 0-2  |     | 1-2 |     |     |     |     |     |     |
| Unión La Calera              | 2-1 | 3-3 | 1-2 |     |     |     | 1-0 | 0-1 |     |      |     | 2-0 |     |     | 2-1 |     |     | 2-3 |
| CD Universidad Católica      | 4-2 |     |     |     |     | 2-0 | 1-1 |     |     |      | 1-1 |     |     | 2-3 | 1-3 | 4-0 |     | 3-0 |
| CF Universidad de Chile      |     | 1-0 | 1-1 |     | 3-2 |     | 2-0 |     |     |      | 4-1 | 1-2 | 6-1 |     | 0-3 |     |     |     |

### Classement cumulé
Un classement cumulé des quatre dernières saisons est effectué afin de déterminer les deux équipes reléguées.
| Rang | Équipe                       | Pts   | J   | G | N | P | Bp | Bc | Diff |
| ---- | ---------------------------- | ----- | --- | - | - | - | -- | -- | ---- |
| 1    | CF Universidad de Chile      | 2.205 | 119 |   |   |   |    |    |      |
| 2    | CD Universidad Católica      | 1.941 | 119 |   |   |   |    |    |      |
| 3    | Colo-Colo                    | 1.723 | 119 |   |   |   |    |    |      |
| 4    | Unión Española               | 1.647 | 119 |   |   |   |    |    |      |
| 5    | Everton de Viña del Mar      | 1.588 | 17  |   |   |   |    |    |      |
| 6    | Audax Italiano               | 1.487 | 119 |   |   |   |    |    |      |
| 7    | Club Deportivo O'Higgins     | 1.437 | 119 |   |   |   |    |    |      |
| 8    | CSD Rangers                  | 1.437 | 51  |   |   |   |    |    |      |
| 9    | Municipal Iquique            | 1.400 | 85  |   |   |   |    |    |      |
| 10   | Club de Deportes Cobreloa    | 1.387 | 119 |   |   |   |    |    |      |
| 11   | Unión La Calera              | 1.341 | 85  |   |   |   |    |    |      |
| 12   | Club Deportivo Palestino     | 1.336 | 119 |   |   |   |    |    |      |
| 13   | Club Deportivo Huachipato    | 1.294 | 119 |   |   |   |    |    |      |
| 14   | Santiago Wanderers           | 1.227 | 119 |   |   |   |    |    |      |
| 15   | Deportivo Ñublense           | 1.176 | 51  |   |   |   |    |    |      |
| 16   | Club de Deportes Antofagasta | 1.098 | 51  |   |   |   |    |    |      |
| 17   | Club de Deportes Cobresal    | 1.067 | 119 |   |   |   |    |    |      |
| 18   | CD San Marcos                | 0.706 | 17  |   |   |   |    |    |      |

|  | Participation au barrage de promotion-relégation |
|  | Relégation directe en Segunda División           |
|  | P : Promu de D2                                  |

#### Barrage de promotion-relégation
Le 17e de Primera Division affronte les 2e de Segunda Division pour déterminer le dernier club participant à la prochaine saison.
| Équipe 1                  | Résultat | Équipe 2                        | Aller | Retour |
| ------------------------- | -------- | ------------------------------- | ----- | ------ |
| Club de Deportes Cobresal | 3 - 0    | CD Provincial Curicó Unido (D2) | 0 - 0 | 3 - 0  |

## Bilan du tournoi
| Championnat du Chili de football 2013 |                              |
| Champion                              | Unión Española (7e titre)    |
| Coupes et trophées                    |                              |
| Vainqueur de la Coupe du Chili 2013   | CF Universidad de Chile      |
| Qualifications continentales          |                              |
| Copa Libertadores 2014                | Unión Española               |
| Copa Sudamericana 2013                | CD Universidad Católica      |
| Copa Sudamericana 2013                | Club de Deportes Cobreloa    |
| Copa Sudamericana 2013                | CF Universidad de Chile      |
| Promotions et relégations             |                              |
| Promus en Primera División            | CD Universidad de Concepción |
| Relégués en Segunda División          | CD San Marcos                |